# Paragvaj
Paragvaj, uradno Republika Paragvaj (špansko República del Paraguay, gvaranščina Tetã Paraguái) je celinska država v Južni Ameriki, ki leži ob obeh bregovih reke Paragvaj. Na severozahodu meji na Bolivijo, na severovzhodu na Brazilijo, ter na jugu in jugozahodu na Argentino. Čeprav je ena od le dveh neobalnih držav v Južni Ameriki (druga je Bolivija), ima država obale, plaže in pristanišča na rekah Paragvaj in Parana, ki omogočajo izhod v Atlantski ocean po vodni poti Parana-Paragvaj.
Španski konkvistadorji so prispeli leta 1524 in leta 1537 ustanovili mesto Asunción, prvo prestolnico guvernerja Río de la Plata. V 17. stoletju je bil Paragvaj središče jezuitskih misijonov, kjer so bili domači prebivalci Guaraní spreobrnjeni v krščanstvo, uvedli so tudi evropsko kulturo. Po izgonu jezuitov s španskih ozemelj leta 1767 je Paragvaj vse bolj postajal obrobna kolonija z malo mestnih središč in naseljencev. Po neodvisnosti od Španije v začetku 19. stoletja je vladala vrsta avtoritarnih vlad, za katere so bile značilne nacionalistične, izolacionistične in protekcionistične politike. To obdobje se je končalo s katastrofalno paragvajsko vojno (1864–70), med katero je država izgubila polovico predvojnega prebivalstva in približno 25–33 % svojega ozemlja zaradi trojne zveze Argentine, Brazilije in Urugvaja. V 20. stoletju se je Paragvaj soočil z drugim večjim mednarodnim konfliktom - vojno za Chaco (1932–35) proti Boliviji - v kateri je prevladoval. Nato je država prešla v zaporedje vojaških diktatur, ki se je končalo s 35-letnim režimom Alfreda Stroessnerja, ki je trajal do njegovega strmoglavljenja leta 1989 z notranjim vojaškim udarom. S tem se je začel paragvajski demokratični čas, ki traja še danes.
Paragvaj je država v razvoju. Je ustanovna članica Mercosurja, Združenih narodov, Organizacije ameriških držav, Gibanja neuvrščenih in skupine Lima. Poleg tega je mesto Luque v metropolitanskem mestu Asuncion sedež Južnoameriške nogometne konfederacije.
Večina sedem milijonov paragvajskih prebivalcev je mesticev, kultura Guarani pa ostaja zelo vplivna; več kot 90 % prebivalstva ob španščini govori različna narečja gvaranščine. Kljub zgodovini revščine in politične represije se Paragvaj pogosto uvršča med »najsrečnejše kraje na svetu«, ki temelji na podatkih globalnih anket.

## Zgodovina
Evropejci so na današnje paragvajsko ozemlje prvič prišli v začetku 16. stoletja, v Asunciónu pa so se začeli naseljevati leta 1537. Mesto je sčasoma postalo središče španske kolonije. Paragvaj je nato dosegel neodvisnost od Španije; 14. maja 1811 je bila razglašena neodvisna država (14. maj je danes državni praznik neodvisnosti). Prvi predsednik de Francia je državo povsem osamil; mdr. je prepovedal priseljevanje tujcev. Leta 1840 ga je nasledil Carlos Antonio Lopez, ki je prekinil z osamitvijo in je spodbujal trgovino. Leta 1862 je oblast prevzel njegov sin Francisco Solano Lopez, ki je državo popeljal v krvav spopad. V katastrofalni vojni t. i. Trojna aliansa (1864 - 1870) med Paragvajem na eni in Argentino, Brazilijo in Urugvajem na drugi strani je Paragvaj izgubil dve tretjini moške populacije in velik del svojega ozemlja (140.000 km²). Država zavoljo tega ni gospodarsko napredovala naslednjega pol stoletja, politično je sledilo obdobje vojaških udarov.
Po vojni za Chaco (1932 - 1935) z Bolivijo je Paragvaj pridobil velik del nižinske regije Chaco. Sledilo je ponovno obdobje politične nestabilnosti med strankama koloradosov in blancosov ter državljanska vojna med skupinama koloradosov. Leta 1954 se je na vrh države zavihtel Alfredo Stroessner in uvedel 35-letna vojaško diktaturo, ki se je končala leta 1989. Res je zatrl opozicijo, a je pomiril notranje spore, privabil tuje naložbe in spodbujal gospodarski razvoj.
Tudi sam je bil odstranjen z vojaškim udarom. Leta 1989 so sledile predsedniške volitve, leta 1991 tudi parlamentarne volitve. 20. junija 1992 je bila razglašena nova ustava.

## Vlada
Republika Paragvaj je konstitucionalna republika z glavnim mestom Asuncion.
Pravni sistem temelji na argentinskih kodah, rimskemu pravu in francoskih kodah. Volilno pravico imajo starejši od 18 let, univerzalno in obvezno do 75 let.

### Veje oblasti
- Izvršna oblast: Predsednik države je Fernando Armindo Lugo Mendez, ki je tudi predsednik vlade, podpredsednik pa Federico Franco, tudi podpredsednik vlade.
- Zakonodajna oblast: Nacionalni kongres oziroma Congreso Nacional je sestavljen iz senata ali Camara de Senadores (45 sedežev) in poslanske zbornice oziroma Camara de Diputados (80 sedežev).
- Sodna oblast: Vrhovno sodišče pravice ali Corte Suprema de Justicia (devet sodnikov, ki jih imenuje Svet magistratov oziroma Consejo de la Magistratura).

## Administrativna delitev
Razdeljena je na 17 departmajev in eno glavno okrožje (distrito capital). Razdeljen je tudi na dve regiji: Occidental Region ali Chaco (Boquerón, Alto Paraguay in Presidente Hayes) in Oriental Region (drugi departmaji in glavno okrožje).
To so departmaji s prestolnicami, prebivalstvom, območjem in številom okrožij:
| ISO 3166-2:PY | Departma           | Glavno mesto         | Št. prebivalcev (2020 ocena) | Površina (km2) | Okrožja |
| ------------- | ------------------ | -------------------- | ---------------------------- | -------------- | ------- |
| ASU           | Distrito Capital   | Asunción             | 524.559                      | 117            | 1       |
| 1             | Concepción         | Concepción           | 261.976                      | 18.057         | 13      |
| 2             | San Pedro          | San Pedro            | 463.126                      | 20.007         | 22      |
| 3             | Cordillera         | Caacupé              | 323.273                      | 4.953          | 20      |
| 4             | Guairá             | Villarrica           | 247.747                      | 3.991          | 18      |
| 5             | Caaguazú           | Coronel Oviedo       | 609.803                      | 11.479         | 22      |
| 6             | Caazapá            | Caazapá              | 205.031                      | 9.503          | 11      |
| 7             | Itapúa             | Encarnación          | 622.565                      | 16.536         | 30      |
| 8             | Misiones           | San Juan Bautista    | 168.130                      | 9.568          | 10      |
| 9             | Paraguarí          | Paraguarí            | 278.957                      | 8.710          | 18      |
| 10            | Alto Paraná        | Ciudad del Este      | 854.943                      | 14.898         | 22      |
| 11            | Centralni departma | Areguá               | 2.210.109                    | 2.665          | 19      |
| 12            | Ñeembucú           | Pilar                | 93.287                       | 12.155         | 16      |
| 13            | Amambay            | Pedro Juan Caballero | 204.169                      | 12.935         | 6       |
| 14            | Canindeyú          | Salto del Guairá     | 254.978                      | 14.677         | 16      |
| 15            | Presidente Hayes   | Villa Hayes          | 129.951                      | 72.917         | 10      |
| 16            | Alto Paraguay      | Fuerte Olimpo        | 18.330                       | 82.394         | 4       |
| 17            | Boquerón           | Filadelfia           | 71.836                       | 91.676         | 4       |
| –             | Paragvaj           | Asunción             | 7.303.000                    | 406.796        | 273     |

### Zastava
Zastava je sestavljena iz treh pasov: rdečega, belega in modrega. Na sredini bele črte je emblem, ki je drugačen na vsaki strani: na eni strani nosi nacionalni znak vojske (peterokraka zvezda v zelenem vencu, nad katerim piše REPÚBLICA DEL PARAGVAJ; vse skupaj stoji znotraj dveh krogov), na drugi pa nosi pečat zaklada (rumen lev pod rdečim trakom z napisom Paz y Justicia).

## Geografija
Ozemlje Paragvaja je osmo po površini v Južni Ameriki in šestdeseto po površini na Zemlji. Integrirano je izključno v ameriško ozemlje in ima skupno površino 406 752 km². Ta količina ne vključuje nobenega oceanskega pasu, saj je država brez izhoda na morje.
Paragvaj se nahaja v središču Južne Amerike, med vzporednikoma 19 ° 10 'in 27 ° 50' južne zemljepisne širine ter poldnevnikoma 54 ° 10 'in 62 ° 50' zahodne zemljepisne dolžine. Kozorogov povratnik prečka ozemlje na ravni kraja Belén (departma Concepción), kar pomeni, da se dogaja glede na zemljepisne širine, skoraj natanko nad srednjim delom Paragvaja. Ozemlje leži 611 km od Atlantskega oceana in približno 819 km od Tihega oceana. Na severu meji na Brazilijo in Bolivijo, na vzhodu na Brazilijo in Argentino, na jugu na Argentino in na zahodu na Bolivijo in Argentino. Je vodilni svetovni neto izvoznik električne energije, vodilni svetovni izvoznik organskega sladkorja, tretji svetovni proizvajalec in izvoznik Yerba Mate (Ilex paraguariensis) in ima tretjo največjo floto barž na svetu (2.600 enot z 208 vlačilci) za ZDA in Kitajsko.

### Meje

#### Meja z Argentino
Meja med Argentino in Paragvajem je mednarodna kopenska meja v dolžini 1690 km, ki ločuje Argentinsko republiko od Republike Paragvaj.
Del te meje opredeljujejo trije pomembni vodni tokovi, to so reka Pilcomayo, reka Parana in reka Paragvaj. Glavno mesto Paragvaja, Asunción, ki leži na enem od bregov reke Paragvaj, je na meji z Argentino.

#### Meja z Brazilijo
Meja med Federativno republiko Brazilijo in Republiko Paragvaj je neprekinjena mednarodna meja, ki razmejuje ozemlja obeh sosednjih držav. V svoji dolžini 1365 kilometrov prečka najrazličnejši teren, od velikih urbanih območij do negostoljubnih puščav in mokrišč. Začne se na tromeji med Fos do Iguaçu in Presidente Franco in konča pri Trifinio na meji z Bolivijo v bližini paragvajskega mesta Bahía Negra.Na meji med Brazilijo in Paragvajem je hidroelektrarna Itaipú, ki je največja hidroelektrarna na svetu, ki proizvaja energijo.
Do določitve meje je prišlo po vojni trojne zveze, ko je bila leta 1872 podpisana mirovna pogodba s Paragvajem, ki je vsebovala tudi meje z Brazilijo in ki je po besedah Hélia Viane spoštovala konvencije kolonialne dobe in zasedene dežele zahteval od Brazilije, in so jih zasedali in raziskovali Portugalci in Brazilci.
V zadnjih letih je meja med Brazilijo in Paragvajem poleg tihotapljenja ukradenega blaga in vozil, ki je bistvenega pomena za piratske trge, postala ena glavnih poti strelnega orožja in drog v Južni Ameriki. To se v veliki meri dogaja zaradi pomanjkanja nadzora v regiji. V mnogih mestih in podeželskih območjih, ki se nahajajo vzdolž meje, jo je mogoče varno prečkati, ne da bi morali iti skozi kakršen koli nadzor meje.
Na paragvajski strani meje je veliko brazilskih priseljencev, ti pa so v javnosti znani kot brasiguayos.

#### Meja z Bolivijo
Meja med Bolivijo in Paragvajem je 750 km dolga meja. Razteza se od tromejnika Argentine, Bolivije in Paragvaja (blizu mesta La Esmeralda na reki Pilcomayo) v smeri severovzhod-vzhod proti vrhu Cerro Capitán Ustares, kjer zavije proti vzhodu, do mesta Fortín Galpón, v katerem sledi črti na jugu z reko Paragvaj, kjer se konča na tromeji Bolivije, Brazilije in Paragvaja.
Označena je z 11 oznakami (mejnik I do mejnik X plus tromejnik). Oznake I do X so med seboj povezane z ravnimi črtami, mejnik X je z vodotokom povezan s tristranskim terminalom. Večina teh ima imena in so blizu vojaškega odreda na paragvajski strani.
V bližini paragvajskega mesta Infante Rivarola je mejna postaja.
Trenutna postavitev meje obstaja od leta 1938 in je bila vzpostavljena s pogodbo, sklenjeno v Buenos Airesu po koncu vojne Chaco (1932-1935) med državama.

### Naravne regije
Reka Paragvaj deli državo na dve veliki geografski regiji z različno geologijo in topografijo.  Medtem ko ima Vzhodna regija 39 % državnega ozemlja in je sestavljena iz feralnih tal in večinoma kislih na starodavnih kristalinskih kamninah, ki predstavljajo valovito pokrajino gričev z obilnim dežjem (do 1700 mm / leto) , Zahodna regija ali Chaco z 61 % državnega ozemlja, geološko mladih z nevtralnimi do alkalnimi tlemi, predstavlja obsežno polsušno do subhumidno naplavinsko ravnino s sedimenti iz Andov.
V paragvajskem Chacu se nadmorske višine gibljejo med 91 m na jugovzhodu in 390 m na severozahodu.Bajo Chaco (vlažni Chaco) je poplavno območje, na katerega vplivata reki Pilcomayo in Paragvaj (letne padavine od 910 do 1300 mm); Boreal Chaco (suhi Chaco) s povprečno količino padavin od 403 do 910 mm.Njegovo ozemlje tvori morsko dno, ki se je pojavilo v kvartarni dobi, to regijo naseljujejo obsežno grmičevje in palmovi nasadi, estuariji, lagune in potoki. Povprečna letna temperatura je okoli 25 ° C.
Vzhodna regija je razdeljena na dve podregiji, največja ustreza porečju reke Paragvaj in manjša  porečje reke Paraná. Prevladujejo tropski in subtropski gozdovi in padavine. Nadmorske višine znašajo več kot 611 m na severovzhodnem območju do 65 m na jugozahodu. V tej regiji se povprečna letna temperatura giblje med 20 in 24 ° C. Je najmanjša, a najbolj poseljena in rodovitna regija.

### Relief
Večina paragvajskega ozemlja se nahaja med 104 in 507 m nadmorske višine, kar ustreza večjim predelom departmajev Alto Paragvaj, Boquerón, Presidente Hayes, Concepción, San Pedro, Paraguarí in Itapúa. Območja z najnižjo nadmorsko višino s povprečjem pod 104 m višine se nahajajo predvsem na jugovzhodu departmajev Presidente Hayes, Central, Paraguarí, Seembucú, Misiones in Itapúa. Na splošno so pobočja kopnega mehka, zato je vodna erozija omejena. Višje točke se nahajajo v bližini Pedra Juana Caballera v severnem in osrednjem delu vzhodne regije.
Geomorfologija zahodne regije ima ponavljajoče se valovanje terena od severa proti jugu, kar omogoča nastanek vsaj šestnajstih pritokov reke Paragvaj. Vsaka od teh rek ima razmere z nizkim naklonom, kar spodbuja nastanek meandrov. Manjši del te regije odteče neposredno v reko Pilcomayo. Gre za razmeroma raven teren na planoti, ki ga prečka nekaj tokov, ki jim je naklonjena valovitost. Zemljišča z najvišjo nadmorsko višino se nahajajo zahodno od te regije, njihove najnižje točke pa ustrezajo vzhodni meji te regije na reki Paragvaj. Območje je del Chacopampeanske ravnice in ima rahel naklon proti jugovzhodu s povprečno nadmorsko višino 130 m.
Relief vzhodne regije je posledica Brazilskega višavja, ki se razteza severno do Amazonske nižine in vzhodno do Atlantskega oceana. Ta ravnina ima več gričev, nekaj nizkih gorskih verig in dolin, skozi katere tečejo reke in potoki. Povprečna višina regije je 286 m. V tej regiji obstajajo trije gorski sistemi: Sierra de Amambay, Maracayú in Caaguazú. Najvišje višine so v pogorju Ybytyruzú, kjer z 842 m izstopa hrib Tres Kandu.

### Hidrografija
Paragvaj nima morske obale, a dve glavni reki, Paragvaj in Parana, ki sta del porečja Río de la Plata, ga povezujeta z Atlantskim oceanom. Paragvaj izvira v zvezni državi Mato Grosso v Braziliji in se po približno 2695 km izlije v reko Paraná skozi tri krake: Atajo, Humaitá in Paso de Patria.
Dolina Alto Paraná tvori valovito ravnino, ki se dviga proti zahodu. To območje ima številne vodotoke, ki vsi odtekajo v reko Parana, ki teče skozi globoko sotesko in je zajezena za elektrarno  Itaipú.
Poleg rek ima Paragvaj mokrišča in jezera. Niz mokrišč jezera Ypoá, sestavljenega iz štirih jezer in jezero Ypacaraí, je največje jezero v Paragvaju. V Paragvaj sega tudi največje tropsko mokrišče na svetu in največja poplavljena travišča na svetu Pantanal. V Ramsarski konvenciji je registriranih šest mokrišč, katerih površine skupaj znašajo 793.910 ha.

### Zavarovana območja divjine
Paragvaj spodbuja strategije za varstvo okolja in predvsem obrambo vrst, ki služijo za obrambo ekoloških procesov, da bi imeli na voljo vire za prihodnje generacije. Sekretariat za okolje Republike Paragvaj (SEAM) in Razvojni program Združenih narodov (UNDP) z globalnimi sredstvi izvajata projekt Paraguay Silvestre.
Med zavarovanimi divjimi območji so: narodni park Defensores del Chaco, narodni park Teniente Enciso, narodni park Río Negro, naravni spomenik Cerro Chovoreca, naravni rezervat Cabrera - Timane, narodni park Tinfunqué, narodni park Paso Bravo, narodni park Serranía San Luis, narodni park Bella Vista, narodni park Cerro Corá, rezervat upravljanih virov San Rafael, narodni park Caaguazú, rezervat upravljanih virov Ybytyruzú, narodni park Ybycuí, narodni park Ypoá, rezervat za divje živali Yabebyry, naravni spomenik masiva Acahay, narodni rezervat Kuri'y, narodni park Ñacunday, narodni park jezero Ypacaraí, naravni spomeniki Cerros Köi in Chororí.

### Podnebje
Köppnova podnebna klasifikacija deli Paragvaj na praktično tri vrste podnebja: vlažno subtropsko podnebje (Cfa), ki prevladuje na jugu vzhodne regije; podnebje tropske savane (Aw), ki prevladuje v Chacu (zahodna regija) in severno od vzhodne regije; in toplo polsuho podnebje (BSh) severozahodno od Chaca (departma Boquerón).
Povprečna letna temperatura v državi je med 20 in 25 ° C, narašča od juga proti severu. Padavine so različne glede na regijo. Na primer, proti jugovzhodu Paragvaja so padavine v vseh mesecih obilne (> 1700 mm / leto). Proti severo-osrednji regiji vzhodne regije in tropski regiji Chaco padavine v zimskem času znatno padejo (1300 mm / leto). V polsušni regiji Chaco v zimski sezoni padavin praktično ni (<800 mm / leto). Na splošno največ padavin v letu pade poleti.
Ekstremne najvišje temperature poleti lahko presežejo 40 ° C (rekordnih 45 ° C leta 2009), minimalne temperature pozimi pa lahko padejo pod 0 ° C (rekordnih -7 ° C leta 2000). Letni časi niso dobro opredeljeni zaradi prevladujoče vročine, ki se pojavlja večino leta in bližine Kozorogovega povratnika. Razlika v temperaturi med najtoplejšim in najhladnejšim mesecem je približno 10 ° C.

### Okolje
Paragvaj je bogat z rastlinstvom in živalstvom, ker šest ekoregij, ki se zbližujejo na njegovem ozemlju, beleži izjemno biotsko raznovrstnost.
Različne ekoregije so zelo diferencirane, za zahod je značilno polsušno območje, za severovzhod so značilna neizmerna poplavna območja, ki sestavljajo Pantanal, medtem ko so subtropska mokrišča razvita ob bregovih reke Paragvaj, za katera so značilna velika vodna telesa, kot je jezero Ypoá. Na severu vzhodne regije so subtropske savane Cerrado, medtem ko se na vzhodu države do bregov reke Paraná razvija Atlantski gozd, eden najrazličnejših in biološko najbogatejših gozdov na planetu. Nazadnje, južno območje, za katerega so značilne ravnice z bolj zmernim podnebjem.
V zadnjih petih desetletjih je država izgubila skoraj 90 % prvotne gozdne pokritosti svojega ozemlja, predvsem zaradi širjenja živine in kmetijskih dejavnosti. Ocenjuje se, da se je med letoma 1945 in 1997 76,3 % gozdne pokritosti Vzhodne regije spremenilo v zemljo za kmetijsko pridelavo.
Paragvaj ima v Chacu manj stroga okoljska pravila kot v Braziliji. Lastniki lahko očistijo približno 50 % gozda , medtem ko je v Braziliji možno (pravno) očistiti le 20 % , zato je pritisk živine na pragozd napredoval proti Paragvaju. Izguba gozda samo v Alto Paraguay, ekološko najbolj nedotaknjen departma, je bila samo v letu 2008 220.000 hektarjev.
Marca 2009 je bilo ocenjeno, da je bilo v departmajih Boquerón in Alto Paraguay izsekanih med 1000 in 1500 ha na dan, medtem ko je predlog zakona »Deforestación Cero« (Nič krčenja gozdov), ki naj bi prepovedal krčenje gozdov v Zgornjem Paragvaju, poslanska zbornica Paragvaja zavrnila.

### Rastlinstvo in živalstvo
Paragvaj ima široko paleto tropskih in subtropskih živalskih in rastlinskih vrst. Po zapisih paragvajskega sekretariata za okolje (SEAM) naj bi bilo v državi med 8000 in 13.000 rastlin, od tega 800 drevesnih.  Glede živalskih vrst naj bi bilo približno 100.000 nevretenčarjev in 1498 vretenčarjev. Med tem številom je prepoznanih 81 vrst rastlin in 128 vrst ogroženih živali v nevarnosti izumrtja predvsem zaradi uničenja njihovih habitatov in krivolova.
Paragvaj je eden največjih predstavnikov živalskega bogastva Južne Amerike. Ima več kot 100.000 vrst nevretenčarjev, 200 vrst rib, 60 dvoživk, 100 plazilcev, 700 ptic in 167 sesalcev. 
Med prevladujočimi rastlinskimi vrstami v Chacu so med drugim lapashos (Tabebuia), quebrachos (Schinopsis lorentzii), urundey (Astronium balansae), timbó (Enterolobium contortisiliquum), guayacán, palo santo – nepravi gvajak (Bulnesia sarmientoi), samuhu (Ceiba speciosa), guayaibi (Patagonula americana), palma Trithrinax, različne lovorovke (Lauraceae).
Med živalmi Chaca prevladujejo nočne živali, obilje skrivnostnih navad (življenje, skrito pod različnimi elementi), diapavza in mirovanje. To je posledica dejstva, da imajo nevretenčarji največjo raznolikost in največjo številčnost posameznikov. Na mokriščih ni veliko rib, razen v porečju Pilcomayo in Paragvaja. V primerjavi z drugimi zmernimi subtropskimi območji živalstvo sesalcev ni zelo raznoliko.
V vzhodni regiji je veliko različnih ptic, kot so jastreb, kimango (Phalcoboenus chimango), skobec, sove, ara, zvonarček (Procnias nudicollis), kalandrija (Mimus saturninus) in pitogüe (Pitangus sulphuratus). Poleg njih je več vrst drozgov, kmečka lastovka, družina kolibrijev in vodomec. V njem so tudi sesalci, kot so rdeči vriskač (Alouatta seniculus), ozelot, puma, divja mačka (Leopardus geoffroyi), tapirji, divja svinja, mravljinčarji in pasavci.
Najpogostejše ribe so somi, Salminus brasiliensis, Platydoras costatus, skati, Luciopimelodus pati in piranje. V vodnem ekosistemu so tudi plazilci, kot so kajman, iguana in kameleon. Drugi pomembni plazilci v tej regiji so kača Micrurus corallinus in Sibynomorphus, ki je najmanjša od vseh kač.
| Rastlinstvo in živalstvo Paragvaja       |                                 |                                       |                              |                                             |                                             |                               |                                                   |
|                                          |                                 |                                       |                              |                                             |                                             |                               |                                                   |
| Gologrli zvonarček (Procnias nudicollis) | Ameriški nandu (Rhea americana) | Grivasti volk (Chrysocyon brachyurus) | Marakuja (Passiflora edulis) | Orjaški tukan (Ramphastos toco)             | Kardinal z rdečim čopom (Paroaria coronata) | Zeleni legvan (Iguana iguana) | Južnoameriški nižinski tapir (Tapirus terrestris) |
|                                          |                                 |                                       |                              |                                             |                                             |                               |                                                   |
| Nutrija (Myocastor coypus)               | Sporophila cinnamomea           | Yvyrá-pytá (Peltophorum dubium)       | Mate (Ilex paraguariensis)   | Hijacintna ara (Anodorhynchus hyacinthinus) | Močvirski jelen (Blastocerus dichotomus)    | Kajman Yacaré (Caiman yacare) | Veliki mravljinčar (Myrmecophaga tridactyla)      |

## Prebivalstvo
Paragvajska družba je ena najbolj homogenih glede na etnijo, kulturo in družbo v vsej Latinski Ameriki. Priblizno 65 % prebivalstva je sestavljeno iz mešanice Špancev in Ameridov (v glavnem Guarani). Sledijo jim belci (31 %), Ameridi(1 % ) in prebivalci iz Azije (zlasti Kitajci in Japonci).
Se ena posebnost Paragvaja je prezivetje avtohtonske kulture, ki, z razliko od stevilnih drugih podrocij Latinske Amerike, je uspela ziveti skupaj z ibersko. To dokazuje dejstvo, da kar 94 % prebivalstva govori Guarani. Ta jezik torej ni samo priljubljen med Amerindi, ampak tudi med metsizi. Sledi pa mu spanski jezik, ki ga uporablja 75 % prebivalstva. Prav tako je treba opozoriti, da v drzavi,se posebno med mladimi, je teznja mesanja dveh jezikov, ki tvori nato kreolski jezik. Ta nastaja zaradi socialno-kulturnih prevladah v pomanjkanju prevladujocih( v tem primeru spanskih),pa tudi zaradi grozne vojne trojnega zavznistva (1865- 1870), ki je povzrocila skodo v vseh etnicnih skupinah dezele in je domnevno povzrocila vse vecje motnje v obstojecih kulturah in v drzavnem gospodarstvu.
V državi prevladuje rimskokatoliška vera z nekaj protestantskimi manjšinami.

## Gospodarstvo

### BDP
BDP Paragvaja znaša $28,28 (leta 2009) bilijonov; to pomeni, da je na 108. mestu v primerjavi z ostalimi državami. BDP na prebivalca znaša $4,100 (154. mesto na svetu).
Primarni sektor oziroma 31 % prebivalcev ustvarja 22 % BDP-ja, sekundarni sektor (17 %) le 18,1 % BDP-ja, terciarni sektor, ki zaposluje 52 % prebivalstva, pa ustvari kar 59,6 % BDP-ja.
V Paragvaju sta zaposlena 2,983 milijona ljudi, torej je nezaposlenih 7,9 % prebivalcev, kar 32 % prebivalcev pa živi v revščini.
Javni dolg Paragvaja znaša 22,1 % celotnega BDP-ja, inflacija pa je 2,5-odstotna.
Denarna enota Paragvaja je guaraní, ki je razdeljena na 100 céntimos.

### Proizvodnja
Primarni sektor proizvaja bombaž, sladkorni trs, sojo, koruzo, pšenico, tobak, kasavo ali tapioko, sadje, zelenjavo, goveje in svinjsko meso, mleko ter les.
Industrijski izdelki so sladkor, cement, tekstil, pijače, lesni izdelki in jeklo, ukvarjajo pa se tudi s proizvodnjo električne energije in metalurgijo.
Minerali v Paragvaju so marmor, apnenec, glina, kaolin, železo, mangan in uran.

### Izvoz in uvoz
Izvažajo sojo, hrano, bombaž, meso, jedilno olje, elektriko, les in usnje, in sicer v Argentino, Brazilijo, Urugvaj, Čile in Rusijo.
Uvoženi izdelki so vozila, potrošniško blago, tobak, naftni derivati, električni stroji, traktorji in kemikalije. Uvažajo jih največ iz Brazilije, sledijo pa ji ZDA, Argentina in Kitajska.